# Basthipura, Shrirangapattana
Basthipura là một làng thuộc tehsil Shrirangapattana, huyện Mandya, bang Karnataka, Ấn Độ.